# عمليات الترحيل السوفييتية من إستونيا

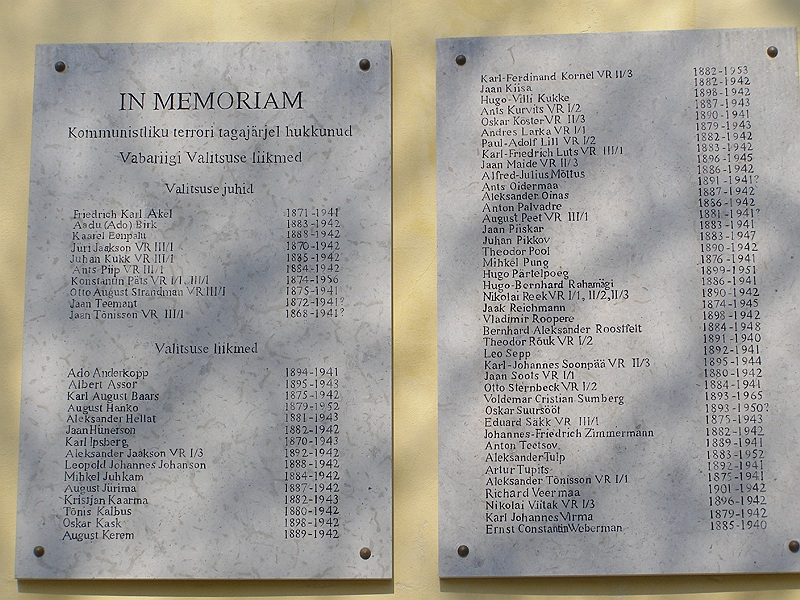
لوحة بأسامي الإستونيون

كانت عمليات الترحيل السوفييتية من إستونيا مجموعة من الترحيلات الجمعية نفذها الاتحاد السوفييتي من إستونيا في عام 1941 وبين عامي 1945 و1951. حدثت أكبر موجتي ترحيل في يونيو من عام 1941 وبصورة متزامنة في مارس من عام 1949 في دول البلطيق الثلاث (إستونيا ولاتفيا وليتوانيا). استهدفت الحملات بشكل رئيسي النساء والأطفال وكبار السن واصفة إياهم بـ «العناصر المعادية للسوفييت». إضافة إلى ترحيلات استندت إلى الإثنية (الألمان في عام 1945 والفنلنديين الإنجريين بين عامي 1947 و1950) والدين (شهود يهوه في عام 1951). كان الإستونيون المقيمون في لينينغراد أوبلاست قد تعرضوا بالفعل للترحيل منذ عام 1935.
رحل الناس إلى مناطق نائية من الاتحاد السوفييتي، بصورة رئيسية إلى سيبيريا وكازاخستان الشمالية، عن طريق عربات الماشية على السكك الحديدية. رُحلت عائلات بأكملها، بما في ذلك الأطفال وكبار السن، دون محاكمة أو دون سابق إنذار. كان من بين المرحلين في مارس 1949 ما يزيد عن 70% منهم نساءًا وأطفال دون سن 16 عامًا. ورُحل من إستونيا نحو 7,550 أسرة، أو بين 20,600 و20,700 شخصًا.
قدم جهاز الأمن الداخلي الإستوني إلى العدالة العديد من منظمي هذه الأحداث. وكان برلمان إستونيا قد أعلن مرارًا أن عمليات الترحيل تشكل جريمة ضد الإنسانية، واعتبرتها كذلك المحكمة الأوروبية لحقوق الإنسان.

## ترحيلات يونيو لعام 1941
في إستونيا، وأيضًا في أراض أخرى ضمها الاتحاد السوفييتي بين عامي 1939 و1940، نُفذ أول ترحيل واسع النطاق لمواطنين عاديين من قبل مقر العمليات المحلي لمفوضية الشعب لأمن الدولة التابع لجمهورية إستونيا الاشتراكية السوفييتية بقيادة بوريس كوم (الرئيس) وأندريس مورو وأليكسي شكورين وفينيامين غولست ورودولف جيمس، وفقًا للمرسوم المشترك السري للغاية رقم 1299-526ss المتعلق بإبعاد العنصر الغريب اجتماعيًا من جمهوريات البلطيق وأوكرانيا الغربية وبيلاروسيا الغربية ومولدافيا الذي أقرته اللجنة المركزية للحزب الشيوعي لعموم الاتحاد (البلاشفة) ومجلس مفوضي الشعب في الاتحاد السوفييتي في 14 مايو من عام 1941. أٌسس إجراء الترحيل بموجب تعليمات سيروف.
أثرت عمليات القمع الأولى في إستونيا على النخبة الوطنية في إستونيا. في 17 يوليو من عام 1940، رُحل رئيس أركان القوات المسلحة جوهان لايدونر (توفي في عام 1953 في سجن فلاديمير) رفقة عائلته، والرئيس كونستانتين باتس (توفي عام 1956 في كالينين أوبلاست) رفقت عائلته في 30 يوليو 1940 إلى بنزا وأوفا على التوالي. واعتُقلوا في عام 1941. رُحلت القيادة السياسية والعسكرية للبلاد بأكملها تقريبًا، بما في ذلك 10 من أصل 11 وزيرًا و68 عضوًا في البرلمان من أصل 120 عضوًا.
يوم 14 يونيو 1941، وفي اليومين التاليين، رُحل بصورة رئيسية إلى كيروف أوبلاست أو إلى نوفوسيبيرسك أوبلاست أو إلى السجون ما بين 9,254 و10,861 شخصًا، معظمهم من السكان الحضر، ومن بينهم ما يزيد عن 5000 امرأة وأكثر من 2500 طفل دون سن ال16 و493 يهوديًا (تفوق نسبتهم ال10% من السكان الإستونيين اليهود).
عاد إلى إستونيا 4331 شخصًا فقط. كان من المقرر ترحيل 11,102 شخصًا من إستونيا وفقًا للأمر الصادر في 13 يونيو، إلا أن البعض تمكن من الفرار. ونُفذت عمليات ترحيل مشابهة في لاتفيا وليتوانيا في الوقت نفسه. بعد أسابيع قليلة، اعتُقل نحو 1000 شخص في ساريما بهدف الترحيل، إلا أن ذلك عُلّق مع شن ألمانيا النازية غزوًا واسع النطاق للاتحاد السوفييتي، وحُرر عدد كبير من السجناء من قبل القوات الألمانية المتقدمة.
وُثقت الموجة الأولى من الترحيل بشكل جيد على الدوام، إذ تمكن العديد من الشهود في وقت لاحق من الفرار خارج البلاد خلال الحرب العالمية الثانية.